# Хейлцук (язык)
Хейлцук (Bella Bella, Haihais, Heiltsuk) — диалект северовакашского языка хейлцук-увикяла, на котором говорят индейцы Канады белла-белла и китасу в деревнях Белла-Белла и Китасу в округе Сентрал-Кост провинции Британская Колумбия в Канаде.
Хейлцук считается диалектом языка хейлцук-увикяла, близкому к языкам хаисла и квакиутль, также входящим в северовакашскую группу языков.
Алфавит языка хейлцук основан на латинице и состоит из 60 букв: b p p̓ m ṃ́ ṃ m̓ ṃ̓ d t t̓ n ṇ́ ṇ n̓ ṇ̓ z c c̓ s λ   ɫ l ḷ́ ḷ l̓ ḷ̓ g k k̓ x y í i y̓ i̓ gv kv k̓v xv w ú u w̓ u̓ ǧv qv q̓v x̌v ǧ q q̓ x̌ h á a h̓ a̓.